# Josef Frank (político)
Josef Frank falando no terceiro congresso do Partido da Unidade Socialista da Alemanha, 1950.
Josef Frank (25 de fevereiro de 1909, Prostějov - 3 de dezembro de 1952, Praga) foi um político comunista tchecoslovaco.
Entre 1939 e 1945 esteve preso no campo de concentração de Buchenwald.
Em 1952 foi expulso do partido. Posteriormente, foi preso e condenado à morte por enforcamento no julgamento de Slánský, um julgamento de fachada orquestrado a partir de Moscovo. Em 1968 ele foi feito Herói da República Socialista da Tchecoslováquia in memoriam.
Frank é o personagem central da peça Armas da Felicidade de Howard Brenton, de 1976, na qual ele é imaginado não morto, mas vivendo no exílio.